# Grace Channer
Grace Channer (Gran Bretaña, 1959) es una artista visual multimedia afrocanadiense lesbiana.

## Trayectoria
Nacida en Gran Bretaña, Channer estudió la licenciatura de Bellas Artes en la Queen's University de 1977 a 1978. También obtuvo un diploma de posgrado en Realización de Películas de Animación en el Instituto de Tecnología y Aprendizaje Avanzado del Sheridan College.
En 1987, Channer, junto con la pintora Lynne Fernie, la fotógrafa Cyndra MacDowall y la cineasta Marg Moores, participó en una exposición titulada Sight Specific: Lesbianas y representación. La exposición exploraba las conexiones entre identidades, relaciones, narrativas y políticas lésbicas y artísticas. Ese mismo año, Channer fue una de las seis artistas invitadas a participar en un proyecto de murales específicos, Women On Site, comisariado por Sarah Denison para el A Space Community Arts Committee. El mural de Channer, titulado "Mujeres negras trabajando", se ubicó en la Biblioteca Parkdale de Toronto. Channer es miembro del Colectivo de Arte de Mujeres Africanas Diásporas (DAWA). Fue comisaria, junto con Buseje Bailey, de la exposición itinerante Black Wimmin: When and Where We Enter en 1989.Junto con la artista Faith Nolan, es el tema del documental de Dionne Brand de 1993, Long Time Comin', que explora el activismo inherente a la práctica de ambas artistas. La película puede verse en el sitio web de la ONF. En 1998, Channer participó en Taking It to the Streets, una serie de proyectos de arte público que tuvieron lugar en el área metropolitana de Toronto organizados por SAVAC (South Asian Visual Arts Collective). Channer participó en el proyecto Street Art Postering Project, al que contribuyó con carteles como It takes Courage to Imagine Peace, en colaboración con Melanie Liwanag Aguila, Courtnay McFarlane, Beeta M. Jafari y Tanya Lena, y otro titulado Gay and Lesbian Human Rights, en colaboración con Aguila y McFarlane.
En 2005, Channer participó en la exposición Tribute: The Art of African Canadians, comisariada por Robert Freeman y David Sommers en la Art Gallery of Peel and the Art Gallery of Mississauga. Channer contribuyó a la exposición con su obra Intolerancia (1982), que es un tríptico al óleo de un paisaje panorámico que se hace eco de la obra de El Bosco y Peter Bruegel a través de su exploración de temas y elementos de la tradición medieval de fantasía, alegoría y proverbios bíblicos. Channer infunde esta tradición del tríptico alegórico medieval con el tema contemporáneo del poder jerárquico. Channer pinta escenas de comunidades locales que revelan algunas controversias sociales o morales que exploran, en su desarrollo, temas como el poder, el abuso, el sexo, la sexualidad, la raza, la clase y la religión. En 2009, Channer participó en el 21º Festival Internacional de Cine Lésbico Feminista de París con su cortometraje But Some Are Brave, donde ganó el Premio del Público.  Channer es miembro del W5ART Collective, un colectivo de artistas creado en 2011 por Buseje Bailey, Grace Channer, Alexandra Gelis, Margie Macdonald y Alexandra Majerus. En 2012, Channer fue una de las tres artistas, junto con Sandra Brewster y Jay Stewart, que pintaron un mural de 30 metros de largo para celebrar a las mujeres en las artes visuales y marciales. Situado en el East-end de Toronto, la obra de arte público se titula KIA: Unified Movement of Power, y celebra la fuerza del movimiento de las artes marciales.

## Exposiciones
Who Will Fight For Our Liberation,"Power Plant Gallery, 1992 1992.
Tribute: The Art of African Canadians, Art Gallery of Peel (Brampton, Ontario) & Art Gallery of Mississauga (Mississauga, Ontario), 2005.

## Premios
En 2009, Channer ganó el tercer lugar en la categoría de cortometrajes por su película But Some Are Brave en el Festival Mundial de Cine Documental de África.
En 2009, Channer también ganó el Premio del Público por But Some Are Brave en el 21º Festival Internacional de Cine Feminista Lésbico de París.